# Lenguaje de perfil de atención
Lenguaje de Perfil de Atención o APML (Attention Profiling Mark-up Language) es un formato basado en XML para la captura de lo que le gusta (o los intereses) y lo que no a una persona.

## Descripción
APML permite a la gente a compartir su propio perfil de atención de la misma manera que el OPML permite el intercambio de listas de lectura entre los lectores de noticias. La idea detrás de APML es para comprimir todas las formas de Atención de Datos en un formato de archivo portátil que contiene una descripción de sus intereses.

## El grupo de trabajo APML
El grupo de trabajo APML se encarga de mantener y perfeccionar la especificación del APML. El grupo de trabajo APML está formado por expertos y líderes de la industria y fue creada por Chris Saad y Ashley Angell.
El grupo de trabajo público recomendaciones y permite la entrada, y evangeliza activamente el público "Atención de derechos". El grupo de trabajo también se adhiere a los principios de Buenas Prácticas de Medios 2.0.

## Servicios
Servicios que han adoptado APML
• Bloglines es un lector de RSS. Es uno de los principales lectores de RSS en la web, con su principal competidor de Google Reader. Bloglines anunció que apoyará APML.
• OpenLink Data Spaces es una aplicación Web de la Plataforma de Colaboración, Red Social y Sistema de Gestión de Contenidos.

## Especificaciones
• Especificaciones en apml.org (en inglés)
- Datos: Q296195